# Ferenc Maršálek
Ferenc Maršálek, také uváděný jako František Maršálek (23. července 1902 – 10. března 1981) byl československý tenista. Ve své kariéře se stal dvojnásobným mistrem Československa v mužské čtyřhře, v roce 1930 s Novotným a o rok později s Pavlem Macenauerem. Domácím oddílem byl moravský TK Precolor Přerov.
V letech 1931–1936 odehrál šest sezón za daviscupový tým Československa, v němž zaznamenal bilanci 11–3, z toho 1–0 ve dvouhře, když porazil v semifinále evropské zóny 1935 Maxwella Bertrama z Jihoafrické unie, a poměr 10–3 ve čtyřhře. Jeho předností bylo taktické vedení hry a příprava pro koncový úder spoluhráče.
Dvakrát si zahrál úvodní kolo dvouhry grandslamu, v roce 1931 ve Wimbledonu a roku 1932 na French Championships.